# آندریس بونگر

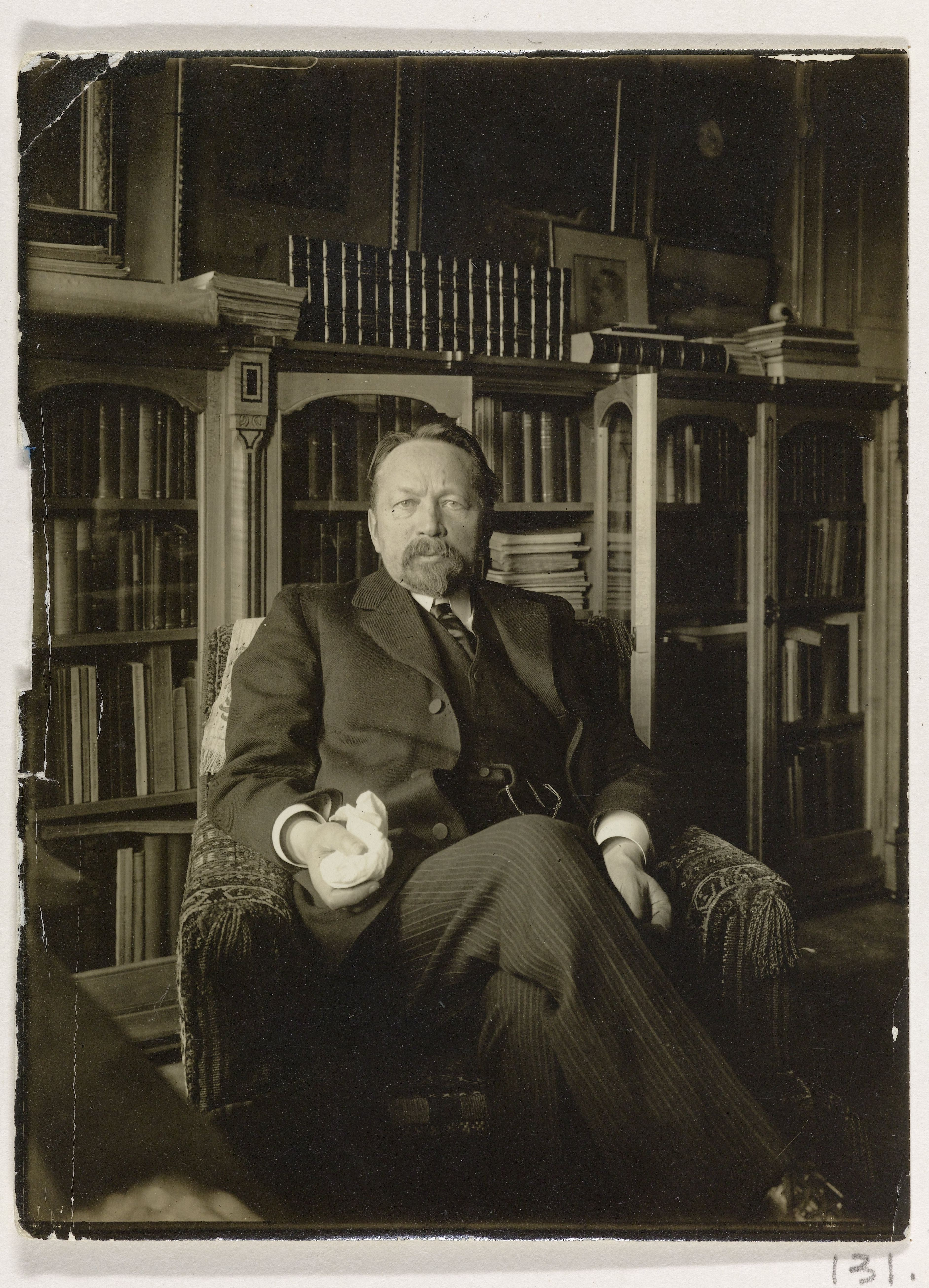
آندریس بونگر

آندریس بونگر (به هلندی: Andries Bonger) (زاده ۲۰ مه ۱۸۶۱-درگذشته ۲۰ ژانویه ۱۹۳۶) با نام خودمانی «دریس» برادر مورد علاقه یوهانا ون گوخ-بونگر است. بونگر در پاریس با شوهر خواهر آینده‌اش تئودوروس ون گوگ دوست بود. از طریق آندریس، یوهانا و تئو همدیگر را ملاقات کردند. او ونسان ون گوگ را هم - که در نامه‌هایش او را آندره خطاب کرده‌است - می‌شناخت.

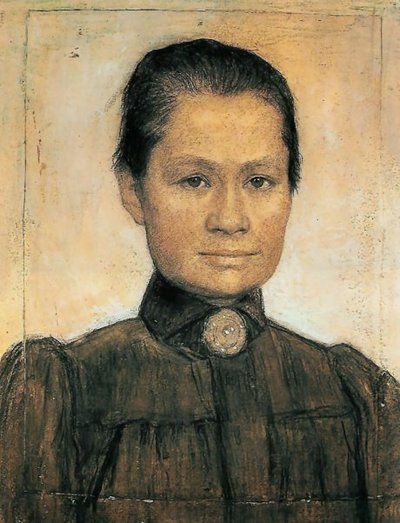
یوهانا ون گوخ-بونگر  ۱۹۰۵
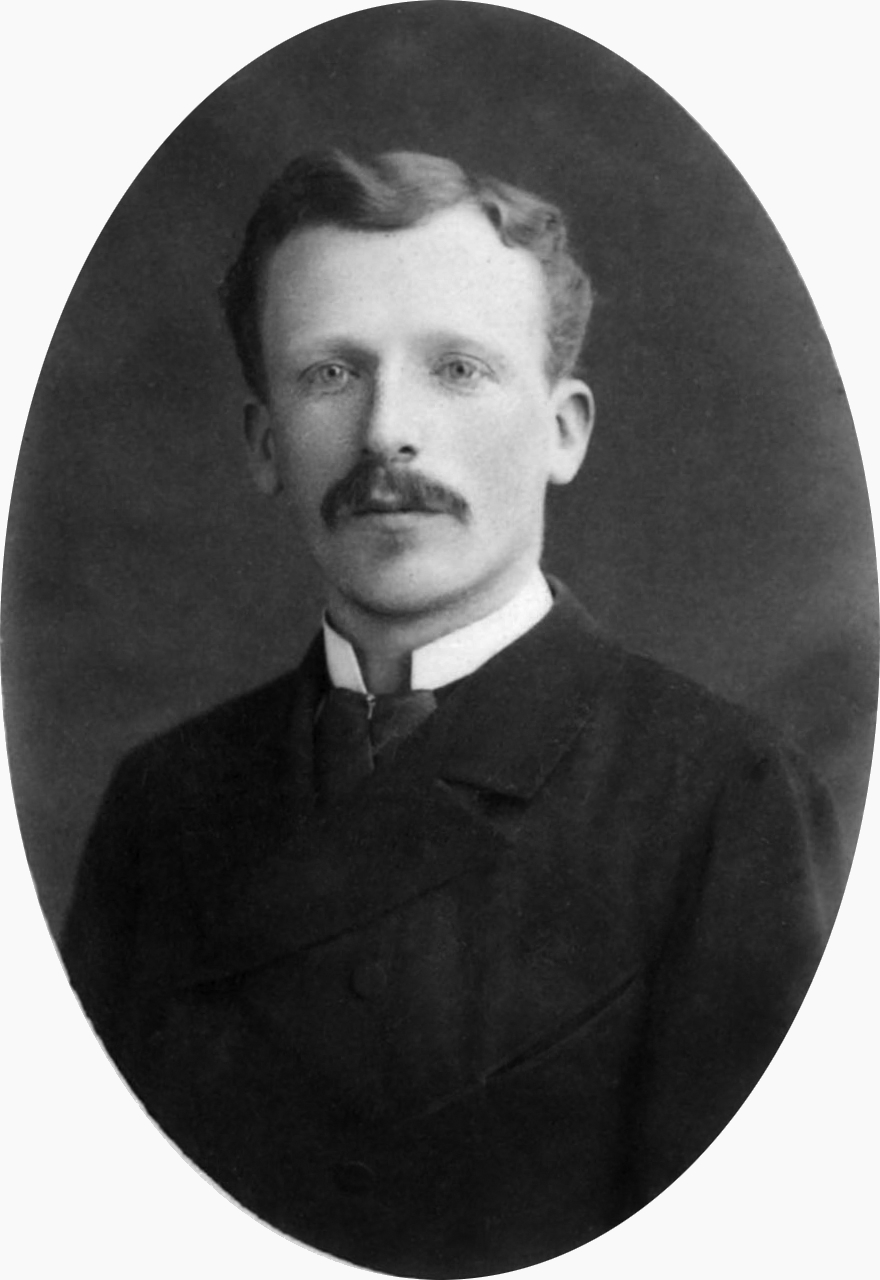
تئودوروس ون گوگ ۱۸۸۸
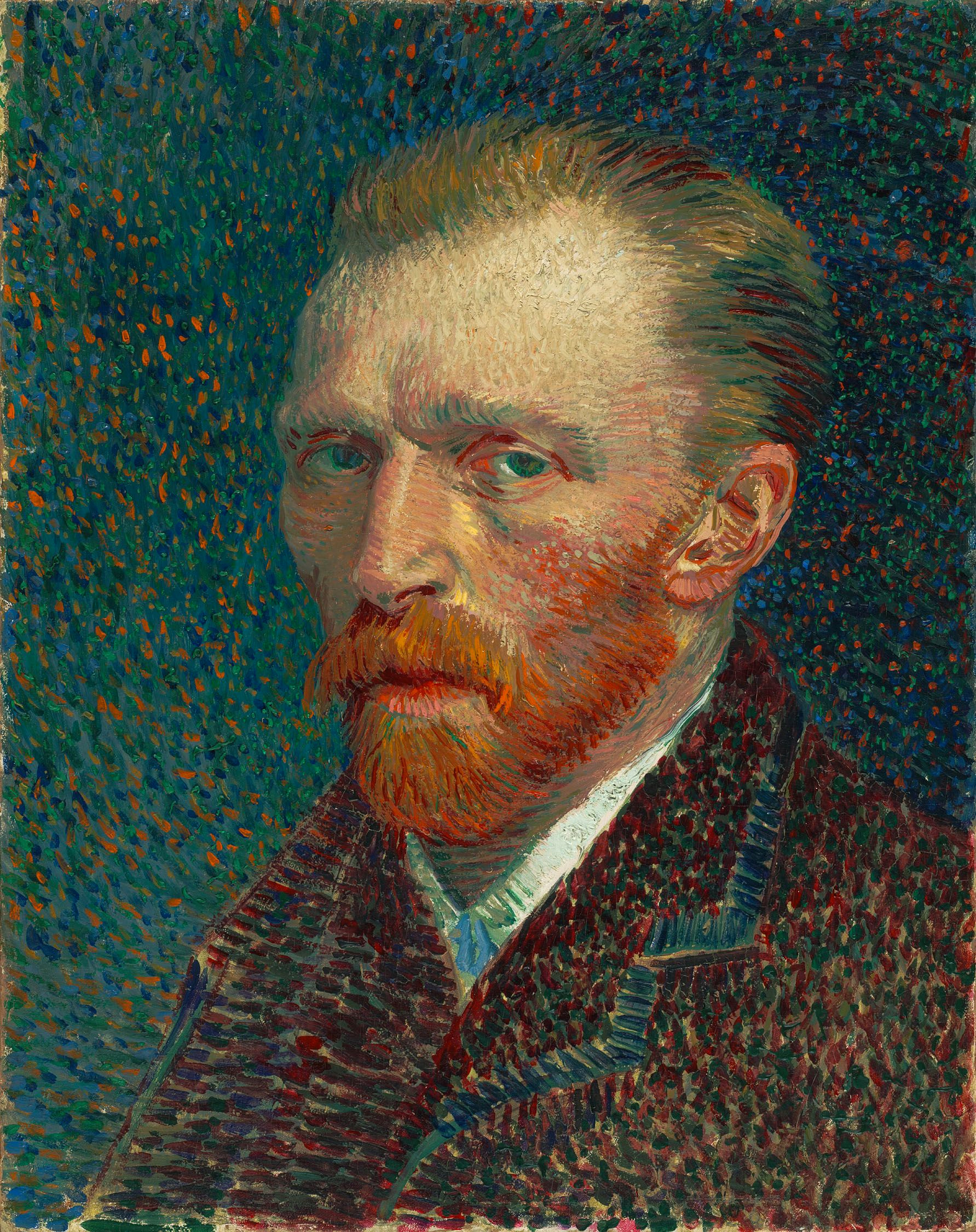
ونسان ون گوگ،  پرتره خودش در ۱۸۸۷

بونگر در نامه‌ای که در ۳۱ مارس ۱۸۸۵ به والدینش نوشت، تئو ون گوگ را توصیف می‌کند که هفته پیش خبر غیر منتظرهٔ مرگ پدرش را بر اثر سکته دریافت کرده‌است، آنهم در حالیکه روز قبل از آن نامه‌ای را دریافت کرده بود که خبر سلامت کامل او را می‌داد. او یادآوری کرد که ون گوگ زیاد قوی نیست، و این موقعیت خیلی ناراحت‌کننده‌ای است. در ادامه سال، بونگر در چند نامه توضیح می‌دهد که دوستیش با تئو عمیق‌تر شده و او را تحسین می‌کند.
ونسان ون گوگ در سال ۱۸۸۶ به پاریس رسید که نشان می‌دهد بونگر او را کمتر از تئو دید. بونگرازرفتار خشن ونسان با برادرش تئو- که نحیف و لاغر شده بود- ابراز نگرانی کرد. تئو والدین بونگر را در طی مسافرتی به هلند در اوت سال ۱۸۸۶ ملاقات کرد.
بونگر بعدها در آمستردام در کار بیمه وارد شد. او دوست صمیمی برتراند-ژان ردُن بود؛ که بیشتر با نام اودیلون ردون شناخته شده‌است و مجموعه بزرگی از کارهای او را داشت. آثاری از ون گوگ، پل سزان و امیل برنار هم که آن‌ها را خوب می‌شناخت، جزو مجموعه او بود.